# Montbarla
Montbarla – miejscowość i gmina we Francji, w regionie Oksytania, w departamencie Tarn i Garonna.
Według danych na rok 1990 gminę zamieszkiwało 179 osób, a gęstość zaludnienia wynosiła 24 osób/km² (wśród 3020 gmin regionu Midi-Pireneje Montbarla plasuje się na 884. miejscu pod względem liczby ludności, natomiast pod względem powierzchni na miejscu 1291.).